# Isaac Asknaziy
 (mai 2025).
La mise en forme du texte ne suit pas les recommandations de Wikipédia : il faut le « wikifier ».
Les points d'amélioration suivants sont les cas les plus fréquents. Le détail des points à revoir est peut-être précisé sur la page de discussion.
- Les titres sont pré-formatés par le logiciel. Ils ne sont ni en capitales, ni en gras.
- Le texte ne doit pas être écrit en capitales (les noms de famille non plus), ni en gras, ni en italique, ni en « petit »…
- Le gras n'est utilisé que pour surligner le titre de l'article dans l'introduction, une seule fois.
- L'italique est rarement utilisé : mots en langue étrangère, titres d'œuvres, noms de bateaux, etc.
- Les citations ne sont pas en italique mais en corps de texte normal. Elles sont entourées par des guillemets français : « et ».
- Les listes à puces sont à éviter, des paragraphes rédigés étant largement préférés. Les tableaux sont à réserver à la présentation de données structurées (résultats, etc.).
- Les appels de note de bas de page (petits chiffres en exposant, introduits par l'outil «  Source ») sont à placer entre la fin de phrase et le point final[comme ça].
- Les liens internes (vers d'autres articles de Wikipédia) sont à choisir avec parcimonie. Créez des liens vers des articles approfondissant le sujet. Les termes génériques sans rapport avec le sujet sont à éviter, ainsi que les répétitions de liens vers un même terme.
- Les liens externes sont à placer uniquement dans une section « Liens externes », à la fin de l'article. Ces liens sont à choisir avec parcimonie suivant les règles définies. Si un lien sert de source à l'article, son insertion dans le texte est à faire par les notes de bas de page.
- La présentation des références doit suivre les conventions bibliographiques. Il est recommandé d'utiliser les modèles {{Ouvrage}}, {{Chapitre}}, {{Article}}, {{Lien web}} et/ou {{Bibliographie}}. Le mode d'édition visuel peut mettre en forme automatiquement les références.
- Insérer une infobox (cadre d'informations à droite) n'est pas obligatoire pour parachever la mise en page.

Pour une aide détaillée, merci de consulter Aide:Wikification.
Si vous pensez que ces points ont été résolus, vous pouvez retirer ce bandeau et améliorer la mise en forme d'un autre article.
 (mai 2025).
Isaak L’vovitch Asknaziy (en russe : Исаак Львович Аскназий), né le 16 janvier 1856 à Drissa et mort en 1902 à Moscou, fut un peintre judéo-russe de mouvance académique, renommé pour ses œuvres illustrant des sujets historiques et bibliques.

## Biographie

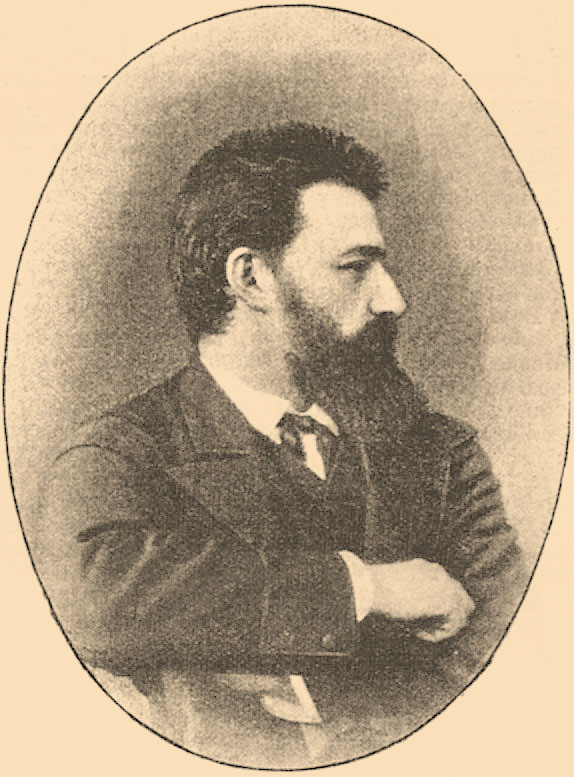
De l' Encyclopédie juive

Asknaziy naquit au sein d’une famille aisée de marchands juifs hassidiques, dont la lignée était marquée par une longue tradition rabbinique. Son instruction première fut exclusivement consacrée aux études religieuses. Toutefois, discernant en lui un don manifeste pour le dessin ainsi qu’une inclination naturelle vers cet art, ses parents résolurent de l’y orienter.
À quatorze ans, il entre à l’Académie impériale des arts de Saint-Pétersbourg. Ses premières œuvres attirent l’attention du sculpteur Mark Antokolski, dont il devient l’élève attitré en 1874. Bien que son enseignement principal lui soit dispensé par Pavel Tchistiakov, Antokolski demeure son mentor durant toute sa formation. Fervent observant de sa foi, il obtient de l’Académie la permission de travailler le dimanche plutôt que le jour du shabbat[réf. nécessaire]. Il reçoit plusieurs médailles d’argent, ainsi que deux médailles d’or : l’une pour sa représentation d’Abraham chassant Agar et Ismaël (1878), l’autre pour La Prostituée devant le Christ (1879). 
En 1880, il obtint le titre d’« Artiste de première classe » et se vit octroyer une bourse lui permettant de voyager à l’étranger durant quatre années. Il parcourut l’Italie, l’Allemagne et l’Autriche, où il collabora avec Hans Makart à Vienne. Durant son séjour italien, il étudia les maîtres anciens et exécuta une vaste toile représentant Moïse dans le désert, œuvre qui lui valut d’être élevé au rang d’« Académicien » par l’Académie impériale.
En 1885, il retourne à Saint-Pétersbourg et se marie. Il poursuit son œuvre en se consacrant principalement à des sujets tirés de la tradition juive, notamment de l’Ancien Testament. En 1900, il achève l’une de ses compositions les plus célèbres, L’Ecclésiaste. Bien qu’en butte à des difficultés pécuniaires, il refusa toujours les commandes incompatibles avec ses convictions. Soucieux d’exactitude historique, il menait de rigoureuses recherches dans les bibliothèques et les musées avant d’entreprendre ses travaux. Cependant, ses œuvres, bien que destinées en apparence à un public juif aisé, ne rencontrèrent guère de succès auprès de la bourgeoisie russe. Elles trouvèrent en revanche un accueil plus favorable à l’étranger, particulièrement aux États-Unis, où elles furent mieux acquises[réf. nécessaire]. 

## Peintures sélectionnées

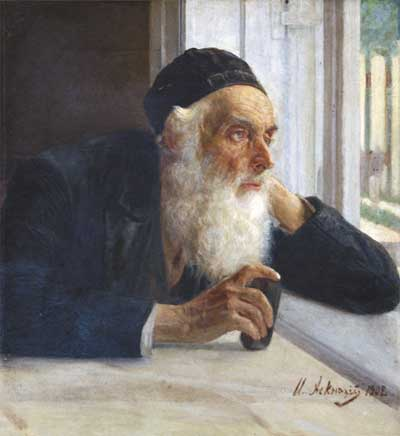
Un juif âgé
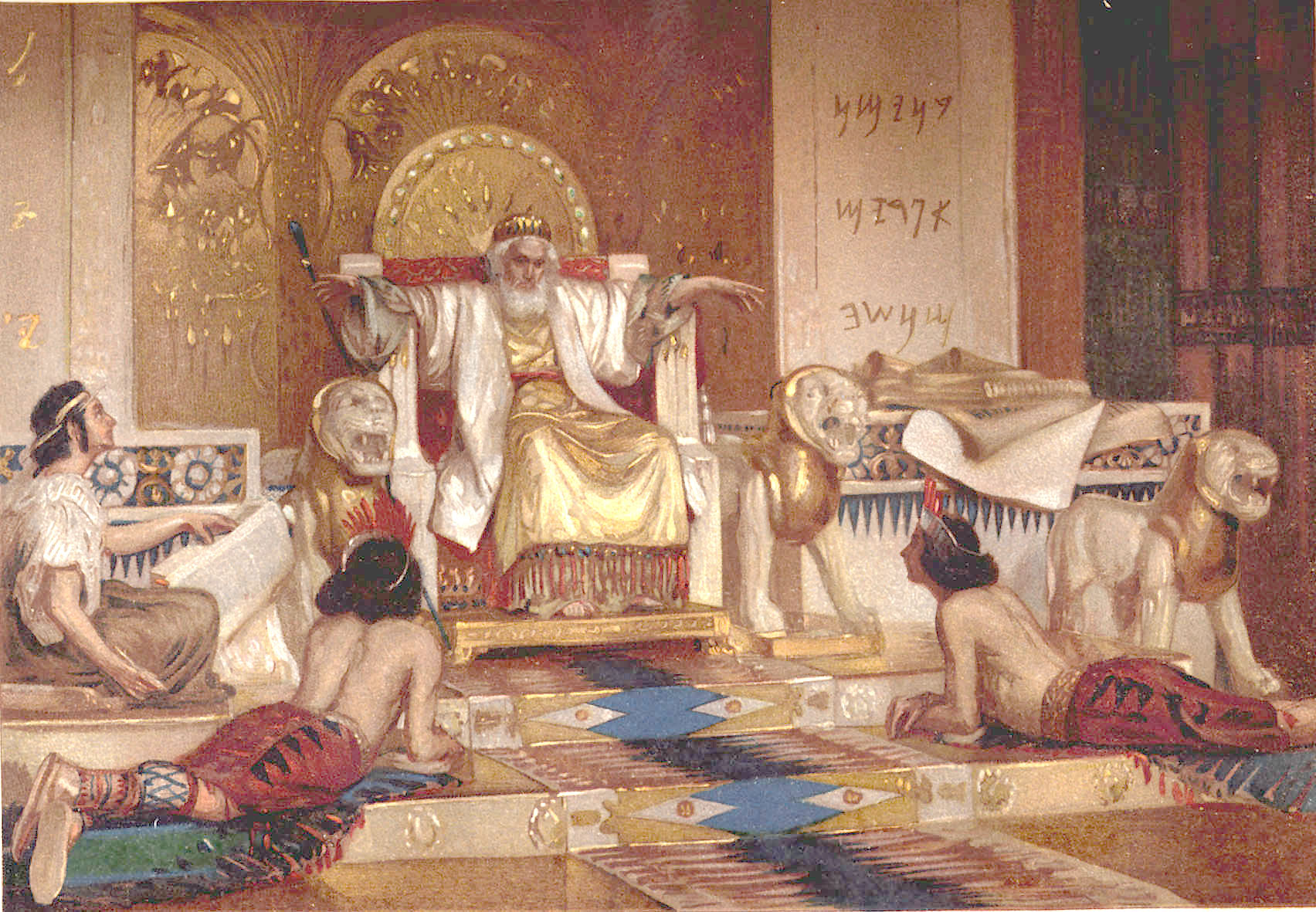
Ecclésiaste
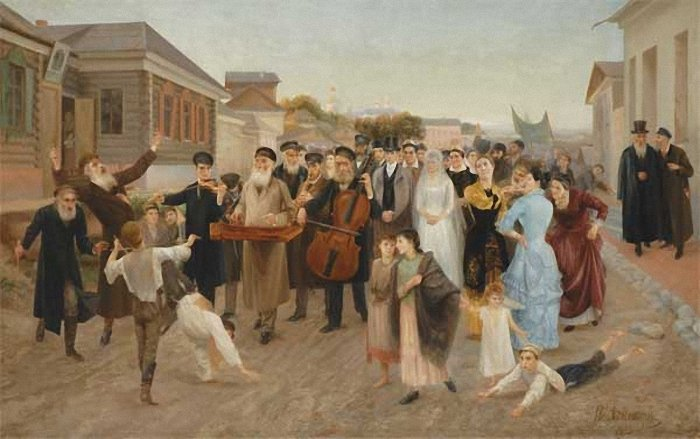
Mariage juif avec un groupe de musique klezmer
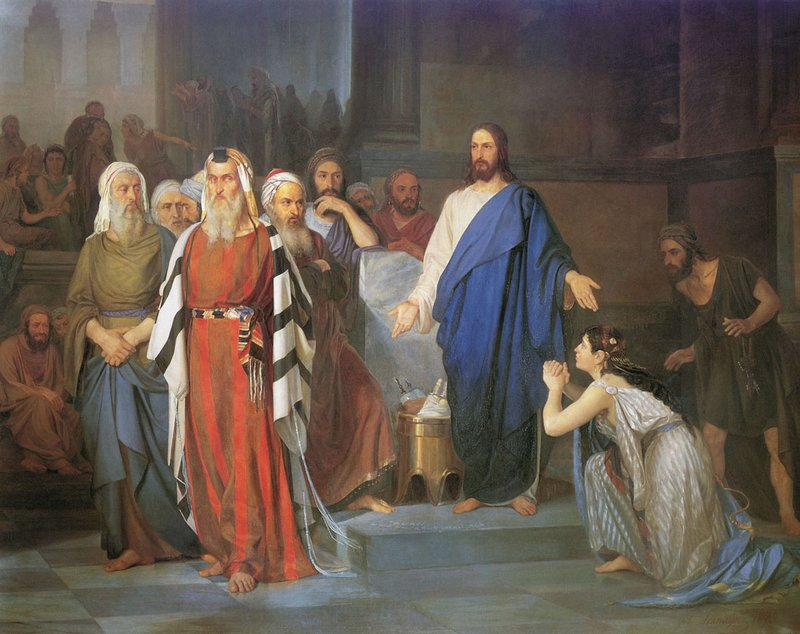
La prostituée avant Jésus-Christ